# Salone aeronautico di Dubai

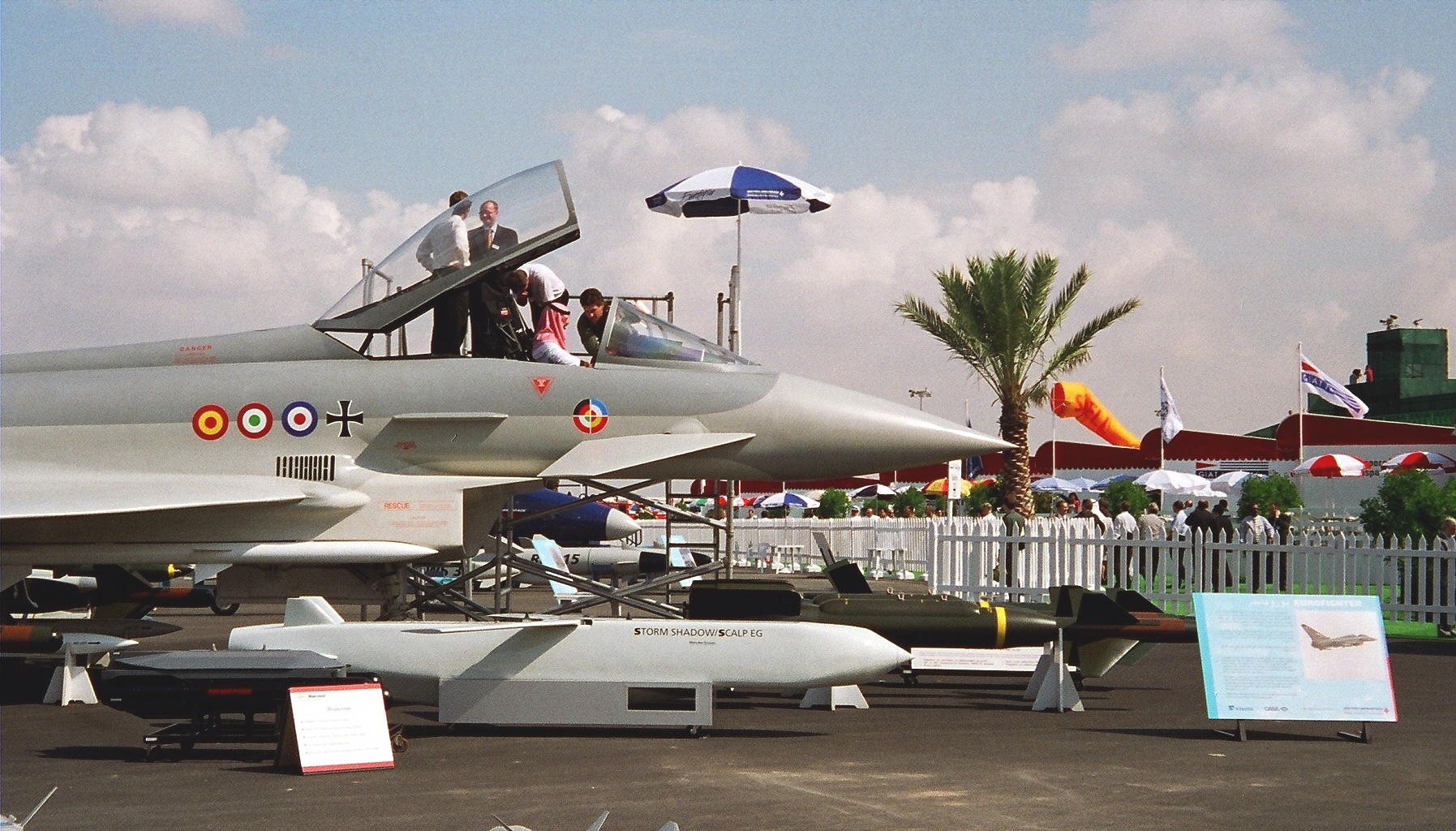
Un Eurofighter Typhoon al Salone aeronautico di Dubai del 1998

Il Salone aeronautico di Dubai (in inglese Dubai Airshow) è una manifestazione aeronautica che si tiene con cadenza biennale in Dubai negli Emirati Arabi Uniti. Nata nel 1989, è organizzata dalla "Fairs & Exhibitions Ltd" in cooperazione con il governo del Dubai, il dipartimento dell'aviazione civile e l'Aeroporto Internazionale di Dubai in collaborazione con l'Aeronautica militare degli Emirati Arabi Uniti.
Il Dubai Airshow è in crescita come dimostrano le cifre: 200 espositori e 25 aerei in mostra nel 1989 per passare a 550 espositori e 85 aerei nel 2003. Alla manifestazione del 2005 hanno partecipato oltre 30 000 visitatori provenienti da oltre 100 paesi. Attualmente è considerata l'esposizione aeronautica con il maggior tasso di crescita al mondo.

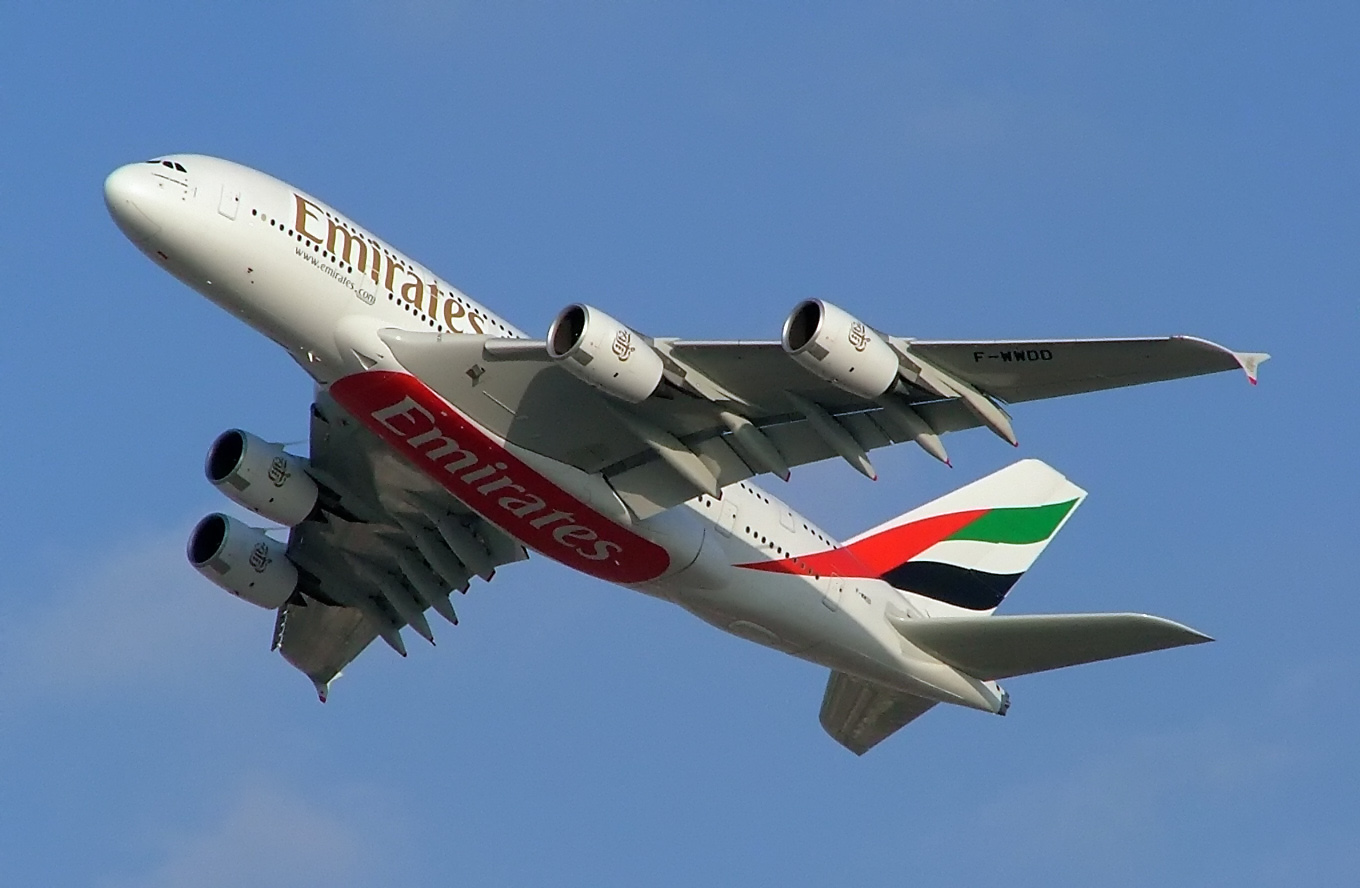
Un Airbus A380 di Emirates al Salone aeronautico di Dubai del 2005.

Il Dubai Airshow del 2005 tenutosi dal (20 al 24 novembre), è stato caratterizzato oltre che dalle rinnovate e ampliate strutture, dalla presentazione dei nuovi Airbus A380 di Emirates.